# Joseph Mariën
Joseph Charles Louis Mariën (ur. 25 stycznia 1900 w Hamme, zm. 14 grudnia 1950 w Brukseli) – belgijski lekkoatleta, długodystansowiec.
Podczas igrzysk olimpijskich w Amsterdamie (1928) zajął 56. miejsce w maratonie z czasem 3:16:13.
Rekordzista kraju w biegu na 10 000 metrów (33:13,6 – 23 sierpnia 1925, Forest) oraz w maratonie.

## Rekordy życiowe
- Bieg maratoński – 2:49:53 (1927)